# Pièces d'identités
Pièces d'identités  es una película del año 1998.

## Sinopsis
Mani Kongo, un viejo rey de una provincia congoleña, decide marcharse en busca de su hija Mwana, a la que mandó a Bélgica para estudiar cuando tenía ocho años y de la que no tiene noticias desde hace mucho. El rey, muy aferrado a las tradiciones, conoce a personajes como Chaka-Jo, un joven mestizo congoleño sin papeles que trabaja como taxista; Viva Wa Viva, un hombre elegante que le estafa, y Noubia, una cantante visionaria y solitaria…Mani Kongo vuelve a casa con Mwana y Chaka-Jo, pero, ¿bastará el regreso a África para que esos personajes, cuyas identidades están “desgajadas”, se reconcilien consigo mismos?

## Premios
- Southern African FF, Harare 1998
- Milán 1998
- Quebec 1998
- Los Angeles 1999
- FESPACO 1999
- Denver IFF 1999